# Dia das Cidades pela Vida
O Dia das Cidades pela Vida - Cidades contra a Pena de Morte (Em inglês: Cities for Life Day) é um movimento internacional, desenvolvido pela Comunidade de Sant'Egídio, para assinalar o aniversário da primeira abolição da pena de morte da História, que ocorreu no Grão-Ducado da Toscana, em Itália, no dia  30 de novembro de 1786 .  
A Comunidade de Sant'Egídio entrou no corredor da morte, pela primeira vez, através de Dominique Green, um jovem afro-americano preso no Texas, que viria a ser executado através de injecção letal em 2004, após permanecer 12 anos no corredor da morte, sem que houvesse prova conclusiva da sua culpa. A sua história chegou ao conhecimento da Comunidade de Sant'Egidio através de uma carta publicada na imprensa italiana, gerando-se um movimento solidário, que originou um apelo a uma moratória universal da pena de morte, onde foram reunidas mais de cinco milhões de assinaturas em 153 países, criando uma moratória inter-religiosa e secular contra a pena de morte. Esse apelo foi entregue à Organização das Nações Unidas, na noite anterior da votação histórica, em onde foi aprovada a resolução A/RES/62/149, que rejeita a pena de morte como forma de justiça (2007).
Neste dia, como acto simbólico, a Comunidade de Sant'Egídio e Coligação contra a Pena de Morte (da qual a  Anistia Internacional faz parte)  convidam as cidades aderentes a iluminarem um monumento na cidade. Desde 2002, mais de 2 mil cidades no mundo, já se declararam "Cidades pela Vida" e estão empenhadas na abolição da pena de morte, tornando este dia numa ocasião importante para despertar a consciência e envolver as instituições na procura de um sistema judicial que não incite à morte e respeite a vida.
O Dia Internacional das Cidades pela Vida - Cidades contra a pena de morte constitui, juntamente com o Dia Mundial contra a Pena de Morte, em 10 de Outubro, a maior mobilização global moderna, com intuito de encontrar uma forma mais elevada e civilizada de justiça, capaz de finalmente renunciar à pena de morte.
Hoje, depois de vários anos de acções civis e esforços diplomáticos, há 141 países abolicionistas e 57 países que ainda mantêm a pena capital. Embora o número de execuções tenha diminuído nos últimos anos, ainda existem mais de 20 mil pessoas que vivem com a pena da morte pairar sobre suas cabeças.

## Cidades lusófonas
Em Portugal, mais de 88 cidades já se declararam "Cidades pela Vida", contribuindo para a abolição da pena de morte em 85 países. Em Lisboa, o Arco da Rua Augusta é iluminado desde 2013.
Em Moçambique: Maputo, Beira, Chimoio, Manjacaze, Mocuba, Mueda, Nampula, Pemba, Quelimane, Xai-Xai e Tete. 
No Brasil: Rio de Janeiro, Porto Alegre (capital do Rio Grande do Sul) e São Paulo celebram. 
Em Cabo Verde, somente a capital Praia. 